# Chōkō-ji

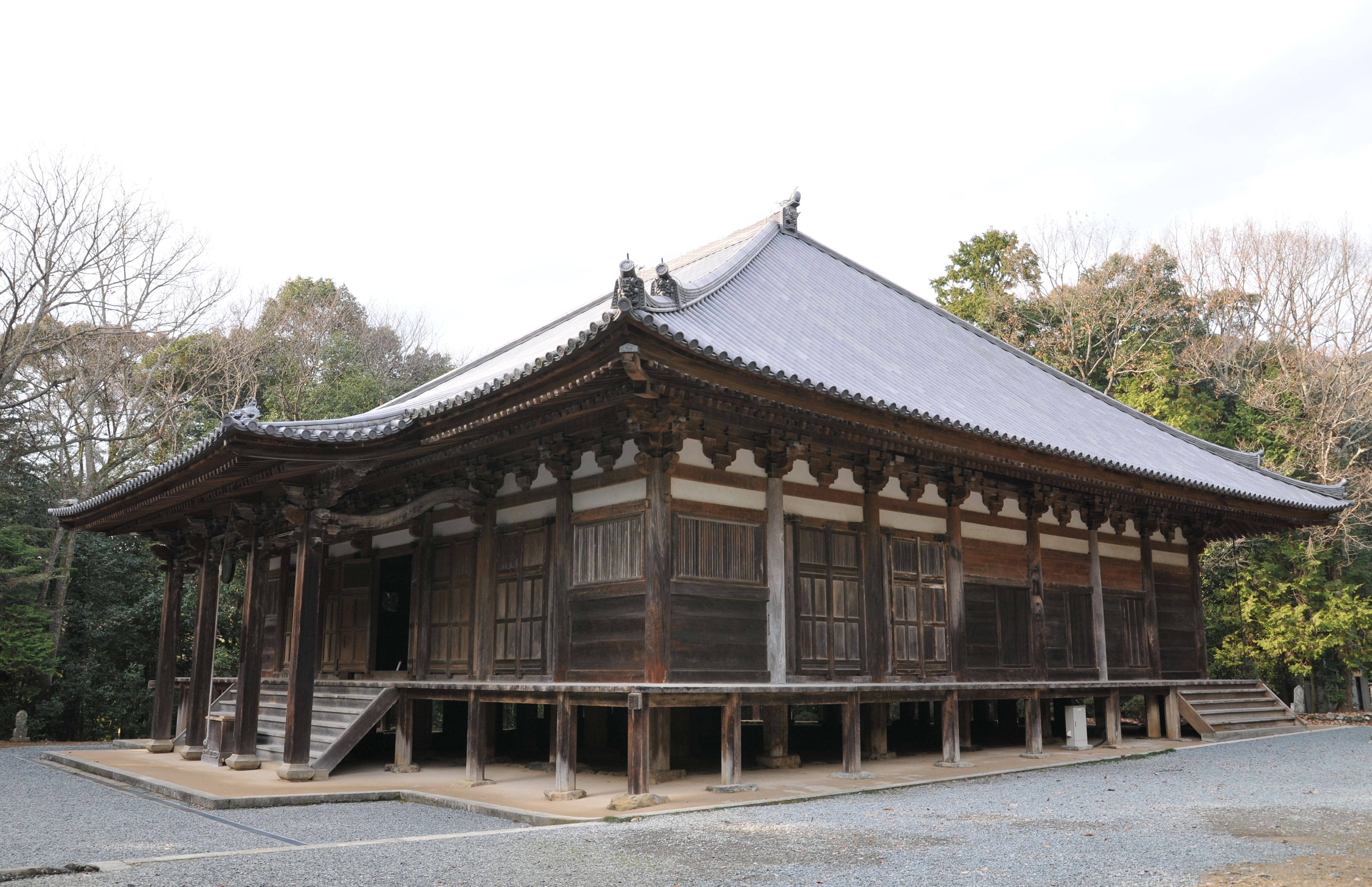

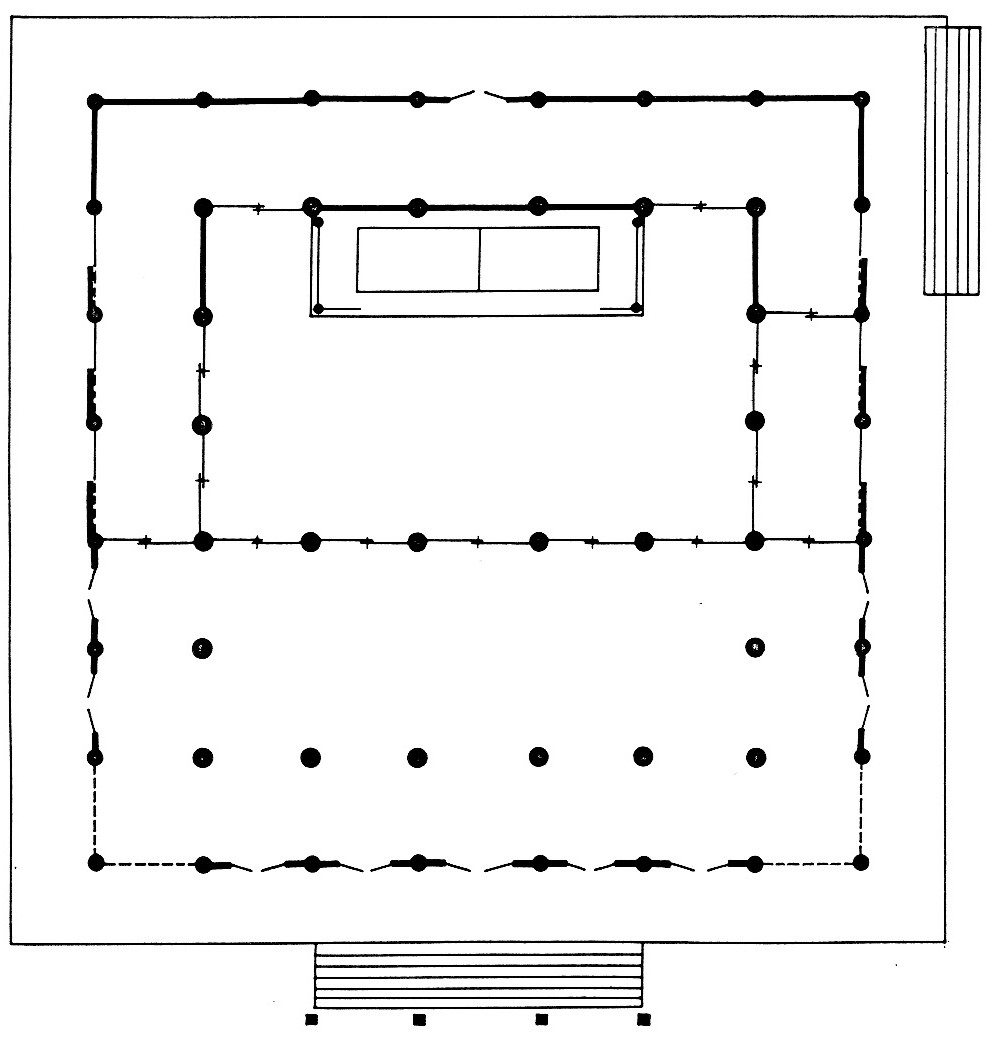
Grundriss der Haupthalle

Der Chōkō-ji (japanisch 朝光寺) ist ein Tempel der Shingon-Richtung des Buddhismus im Ortsteil Hata der Stadt Katō in der Präfektur Hyōgo, vor 2006 Teil der Stadt Yashiro im Kreis Katō.

## Geschichte
Der Überlieferung des Tempels nach wurde der Chōjō-ji im Jahr 651 vom indischen Priester Hōdō (法道) gegründet. Ursprünglich war der Tempel auf dem dahinter gelegenen Berg errichtet worden, wurde dann aber im Jahr 1189 an den jetzigen Ort verlegt. – Nach Unterlagen aus dem Jahr 1787 besaß der Tempel damals drei Untertempel zur Ausbildung (学侶, Gakuryo), 21 Klausen (坊, Bō) und 5 Zweigtempel (末寺, Matsuji). Heute sind nur die beiden Untertempel Kichiyō-in (吉祥院) und Sōji-in (総持院) übrig geblieben. Immerhin haben Namen von Klausen als Ortsbezeichnungen überlebt.

## Die Anlage

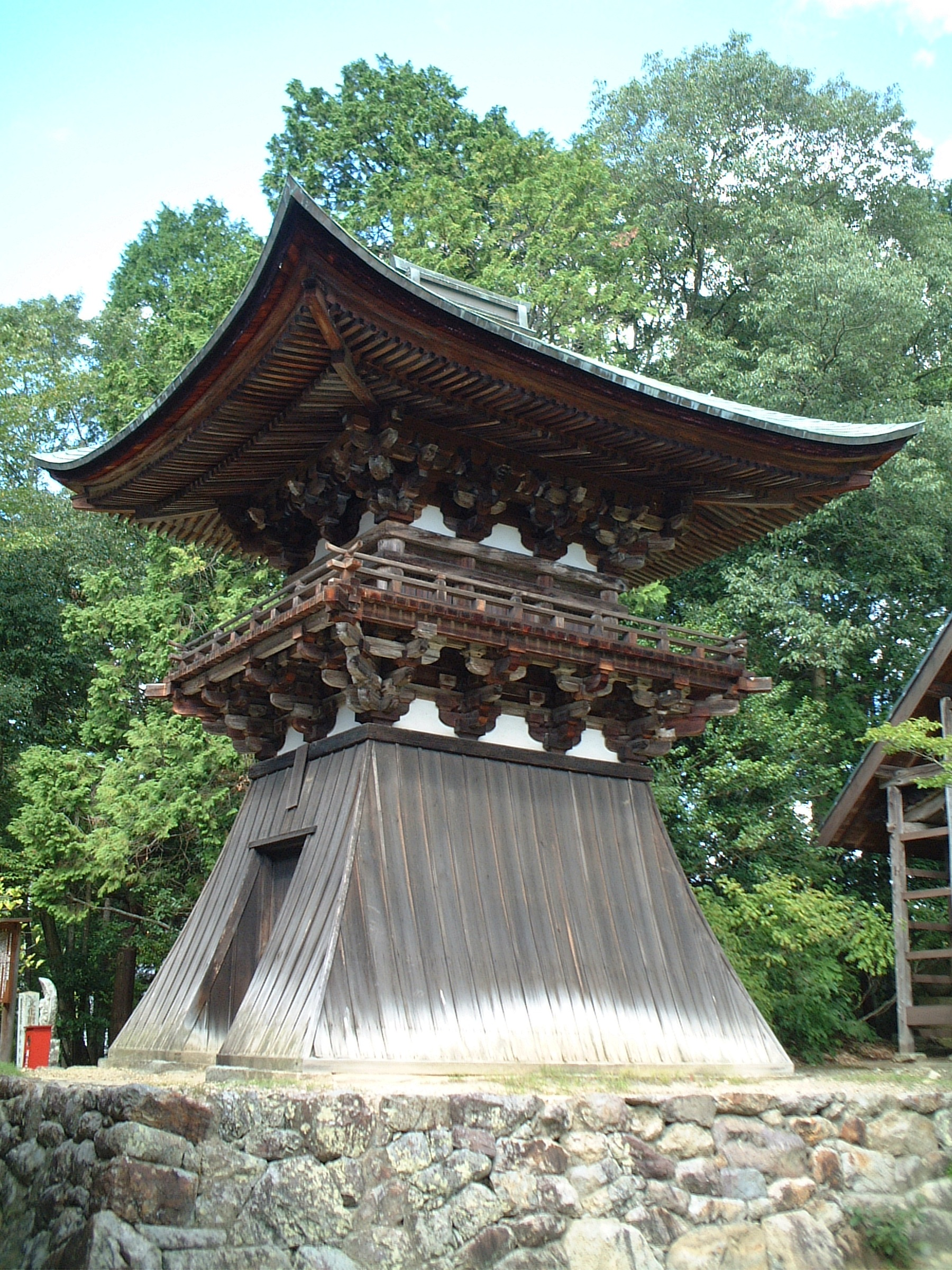
Glockenturm

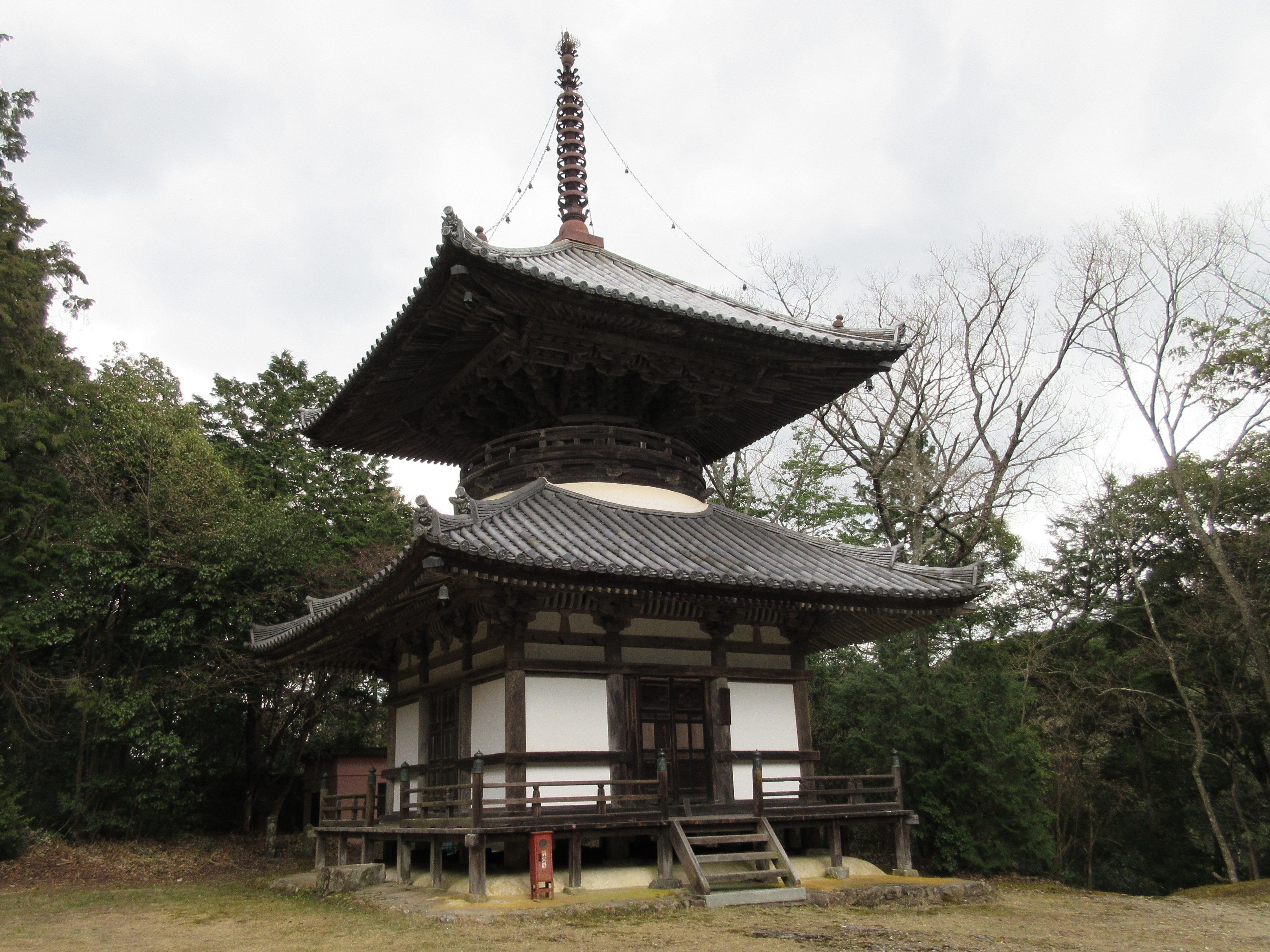
Schatzpagode

Die Haupthalle (Hondō) stammt aus der Muromachi-Zeit und ist als Nationalschatz registriert. Sie hat quadratischen Grundriss mit dem Maß 7 Ken × 7 Ken, hier 19,5 m × 19,5 m. Das Tempelgebäude ist ein klassisches Beispiel für ein Gebäude im „gemischten Stil“. Die Halle ist in einen äußeren (外陣, Gejin) und einen inneren Teil (内陣, Naijin) gegliedert. Im Najin befindet sich auf einer Basis (須弥壇, Shumidan) ein Schatzkasten (宮殿, Kyūden), auf dessen Rückseite die Jahresangabe „Ōei 20“ (1413) zu finden ist, die auf die Verlegung hierher deutet. 1418 wurde mit dem Dach begonnen, 1428 war das Gebäude fertiggestellt. – Am Vordach über dem Eingang ist eine kreisrunde flache Schelle befestigt, die nach unten geöffnet ist und als „Krokodil-Maul“ (鰐口, Wani-guchi) bezeichnet wird. Man kann sie mit einem Seil und Klöppel läuten. Sie stammt aus dem Jahr 1285 und ist damit die älteste in der Präfektur. Im Tempel befindet sich eine Trommel (Taiko), deren Inschrift auf das Jahr 1298 weist.
Verehrt werden zwei Kannon-Figuren aus Holz, die als Wichtiges Kulturgut der Präfektur registriert sind. Die im Westen stehen Figur stammt aus dem Jahr 1254. Sie hat die gleiche Signatur wie 23 Kannon-Figuren unter den 1001 Figuren im Sanjūsangen-dō in Kyōto. Die im Osten stehende Kannon hat keine Signatur, aber nach ihrer Gestaltung dürfte sie aus der Gründungszeit des Tempels stammen und damit die ältere von beiden sein.
Der Glockenturm (Shōrō) ist als Wichtiges Kulturgut eingetragen. Er wurde während der Eishō-Zeit (永正; 1504–1521) vom Feldherr Akamatsu Yoshimura (赤松 義村; gest. 1521) wiedererrichtet, wie man aus einer Inschrift im Gebälk weiß. Die Grundstruktur ist im „japanischen Stil“ ausgeführt, das jedoch typische Merkmale aus dem Ende der Kamakura-Zeit aufweist. Die Gestaltung des Firstbalkens ist ziemlich einmalig in Japan.
Die Schatzpagode (Tahōtō) stammt ursprünglich aus der Bunji-Zeit (文治; 1185–1190). Die gegenwärtige wurde auf Wunsch vom Daimyō Ikeda Terumasa im Jahr 1601 wieder aufgebaut und ist als Wichtiges Kulturgut der Präfektur eingetragen. Sie ist in einem gemischten Stil ausgeführt, der typisch für die Zeit der Errichtung ist.